# Baltasar Lisboa
Baltasar da Silva Lisboa ComC (Bahia, 6 de janeiro de 1761 — Rio de Janeiro, 14 de agosto de 1840) foi um magistrado e historiador brasileiro.

## Biografia
Filho de Henrique da Silva Lisboa e de Helena de Jesus e Silva, e irmão mais novo de José da Silva Lisboa (o futuro Visconde de Cayru). Casado com Joana Evangelista de Souza. Era Ensaísta, historiador, juiz de fora, professor e funcionário público. Era Comendador da Ordem de Cristo, sócio da Academia Real das Ciências de Lisboa e do Instituto Histórico e Histórico Brasileiro e membro de diversas academias de ciência.
Iniciou seus estudos na Bahia mas e aos 14 anos foi para a Universidade de Coimbra (patrocinado pelo bispo Francisco de Lemos Pereira Coutinho), doutorando-se em direito civil e canônico 1783.[carece de fontes?]
Foi Juiz de Fora do Rio de Janeiro de 1787 a 1796 e atuou desde 1797 como Ouvidor e Juiz Conservador das Matas de Ilhéus, permanecendo neste cargo por cerca de vinte anos.
Em 1786, iniciou sua carreira de magistrado como juiz de fora e desembargador de Relações da Corte. Assumindo a presidência do Senado da Câmara do Rio de Janeiro, já no início de sua gestão enfrentou a inimizade do vice-rei, conde de Resende, por opor-se aos negócios ilícitos do visconde e de seus acólitos. Por conta disso, foi vítima de uma devassa em 1793, sob a acusação de ter escrito uma carta anônima difamatória. Em 1794, foi alvo de outra devassa, por suposto envolvimento na chamada Conjuração do Rio de Janeiro. Em 1821, foi acusado de opor-se à constituição das Cortes portuguesas e, em 1823, de opor-se à independência do Brasil.[carece de fontes?] Saiu ileso de todas essas acusações, sendo distinguido pelo imperador D. Pedro I com o título de conselheiro e uma cadeira de lente na Faculdade de Direito de São Paulo (1827). Também tornou-se membro do Instituto Histórico e Geográfico Brasileiro e da Sociedade Literária do Rio de Janeiro.
```
Baltasar da Silva Lisboa integrou grupo de letrados portugueses e brasileiros, a exemplo de Hipólito da Costa, Azeredo Coutinho e José Vieira Couto que, frequentadores das academais européias (principalmente a Universidade de Coimbra) eram simpáticos aos projetos de reforma ilustrada do Império lusitano, na tentativa de encontrar meios de reoriganizá-lo e torná-lo mais produtivo, repensando sua estrutura política. Muitos desses homens se ligaram à Maçonaria, buscando defender uma noção d ebem comum, a cargo do Estado, que levaria a sociedade política a um nível de realização mais elevado.
[
3
]
```

Como historiador, produziu os "Anais do Rio de Janeiro" (1834-1835), obra sobre geografia e história regionais, que resgata o período colonial até a chegada de Dom João VI. Também escreveu "Apontamentos para a história eclesiástica do Rio de Janeiro" em 1840.[carece de fontes?]